# パヴェル・ポポフ
パヴェル・ポポフ（Pavel Popov, 1975年 - ）はロシアのヴァイオリニスト。

## 略歴
1975年、ノヴォシビルスクの音楽家の家庭に生まれた。サンクトペテルブルク音楽院でウラディーミル・オヴチャレクに師事してヴァイオリンを学んだ。1997年、全ロシア・ヴァイオリン・コンクールで入賞。また、室内楽メンバーの一人として、「2000年のヴィルトゥーゾ達」国際音楽祭（1993年モスクワ）に「ヴィルトゥーゾ・クインテット」の一員として参加し入賞。またカルタニッセッタ・ベッリーニ国際コンクール（1999年）に「トリオ・ヴィクトリア」の一員として参加し入賞。1996年にはドイツ・ワーグナー協会の給費生となり、2002年にはロシア大統領奨励金を給付された。
1991年にコンサート・デビューし、1995年にはサンクトペテルブルク・フィルハーモニー大ホールで初めて演奏を披露した。その後「トリオ・ヴィクトリア」のメンバーとしてアメリカ、ドイツなど各国で演奏。またソリストとして、ロストロポーヴィチ、テミルカーノフ、マルク・ゴレンシテインらの指揮者と協演。
現在はサンクトペテルブルク・フィルハーモニー交響楽団の第一ヴァイオリン次席をつとめるとともに、ソリストとしても活躍している。また、教育者としてはサンクトペテルブルク音楽院をはじめ各国のマスタークラスで後進の指導に当たっている。

## 演奏・録音
日本では馴染みがなく、音源もスタニスラフ・ゴルコヴェンコ指揮サンクトペテルブルク放送交響楽団（現サンクトペテルブルク市立交響楽団）と協演したヴィヴァルディ「四季」ぐらいしか入手できないが、サンクトペテルブルクでは非常に評価の高いヴァイオリニストである。